# Kanton Palluau
Der Kanton Palluau war von 1790 bis 2015 ein französischer Wahlkreis im Arrondissement Les Sables-d’Olonne, im Département Vendée und in der Region Pays de la Loire; sein Hauptort war Palluau.

## Gemeinden
Der Kanton Palluau bestand aus neun Gemeinden:
| Gemeinde                     | Einwohner Jahr | Fläche km² | Bevölkerungsdichte | Code INSEE | Postleitzahl |
| ---------------------------- | -------------- | ---------- | ------------------ | ---------- | ------------ |
| Apremont                     | 1.728 (2013)   | 29,73      | 58 Einw./km²       | 85006      | 85220        |
| La Chapelle-Palluau          | 928 (2013)     | 13,01      | 71 Einw./km²       | 85055      | 85670        |
| Falleron                     | 1.532 (2013)   | 28,64      | 53 Einw./km²       | 85086      | 85670        |
| Grand’Landes                 | 605 (2013)     | 20,49      | 30 Einw./km²       | 85102      | 85670        |
| Maché                        | 1.321 (2013)   | 18,13      | 73 Einw./km²       | 85130      | 85190        |
| Palluau                      | 1.085 (2013)   | 7,43       | 146 Einw./km²      | 85169      | 85670        |
| Saint-Christophe-du-Ligneron | 2.529 (2013)   | 42,42      | 60 Einw./km²       | 85204      | 85670        |
| Saint-Étienne-du-Bois        | 2.079 (2013)   | 29,44      | 71 Einw./km²       | 85210      | 85670        |
| Saint-Paul-Mont-Penit        | 801 (2013)     | 16,58      | 48 Einw./km²       | 85260      | 85670        |

## Bevölkerungsentwicklung
| 1962  | 1968  | 1975  | 1982  | 1990  | 1999  | 2008   |
| ----- | ----- | ----- | ----- | ----- | ----- | ------ |
| 8.548 | 8.202 | 7.742 | 8.022 | 8.168 | 8.607 | 11.194 |